# Rapu-Rapu (Albay)
Rapu-Rapu is een gemeente in de Filipijnse provincie Albay op de eilanden Batan, Guinangayan en Rapu-Rapu. Bij de laatste census in 2007 had de gemeente bijna 33 duizend inwoners.

## Geografie

### Bestuurlijke indeling
Rapu-Rapu is onderverdeeld in de volgende 34 barangays:
| - Bagaobawan - Batan - Bilbao - Binosawan - Bogtong - Buenavista - Buhatan - Calanaga - Caracaran - Carogcog - Dap-dap - Gaba | - Galicia - Guadalupe - Hamorawon - Lagundi - Liguan - Linao - Malobago - Mananao - Mancao - Manila - Masaga | - Morocborocan - Nagcalsot - Pagcolbon - Poblacion - Sagrada - San Ramon - Santa Barbara - Tinocawan - Tinopan - Viga - Villahermosa |

## Demografie
Rapu-Rapu had bij de census van 2007 een inwoneraantal van 32.646 mensen. Dit zijn 3.470 mensen (11,9%) meer dan bij de vorige census van 2000. De gemiddelde jaarlijkse groei komt daarmee uit op 1,56%, hetgeen lager is dan het landelijk jaarlijks gemiddelde over deze periode (2,04%). Vergeleken met de census van 1995 is het aantal mensen met 3.849 (13,4%) toegenomen.

De bevolkingsdichtheid van Rapu-Rapu was ten tijde van de laatste census, met 32.646 inwoners op 155,3 km², 210,2 mensen per km².